# Leichtathletik-Weltmeisterschaften 2022/Teilnehmer (Panama)
| Goldmedaillen | Silbermedaillen | Bronzemedaillen |
| ------------- | --------------- | --------------- |
| —             | —               | —               |

Der Leichtathletikverband Panamas nahm mit zwei Athleten und einer Athletin an den Leichtathletik-Weltmeisterschaften 2022 in Eugene teil.

## Ergebnisse

### Männer

#### Laufdisziplinen
| Athlet             | Disziplin | Vorlauf | Vorlauf | Halbfinale | Halbfinale | Finale | Finale |
| Athlet             | Disziplin | Zeit    | Platz   | Zeit       | Platz      | Zeit   | Platz  |
| ------------------ | --------- | ------- | ------- | ---------- | ---------- | ------ | ------ |
| Alonso Edward      | 200 m     | 22,08 s | 32      | DNQ        | DNQ        | –      | –      |
| Jorge Castelblanco | Marathon  |         |         |            |            | DNS    | DNS    |

### Frauen

#### Laufdisziplinen
| Athletin        | Disziplin    | Vorlauf | Vorlauf | Halbfinale | Halbfinale | Finale  | Finale |
| Athletin        | Disziplin    | Zeit    | Platz   | Zeit       | Platz      | Zeit    | Platz  |
| --------------- | ------------ | ------- | ------- | ---------- | ---------- | ------- | ------ |
| Gianna Woodruff | 400 m Hürden | 55,21 s | 15      | 53,69 s AR | 06         | 54,75 s | 07     |